# 大不敬
大不敬（だいふけい、だいふきょう）は、中国と日本の律令制度の律における犯罪類型の一つである。君主に対する無礼な振る舞いと、宗教施設に対する無礼な振る舞いからなる。
中国では、漢の時代のものと、唐の時代以降のものでかなりの違いがある。日本は唐の制度を継承した。
漢では似た犯罪に不敬があり、大不敬のほうがより重大で、死刑相当であった。大不敬の上にはさらに重大な不道があり、同一事件が「大不敬、不道」と2つ重ねて数えられることもあった。
唐では一つの犯罪ではなく、いくつかの犯罪をまとめた分類名で、十悪の6番目、日本でも八虐の6番目に列する。刑は個々の犯罪ごとに異なるが、死刑にはならない。大不敬とみなされることで、減刑などの対象から外された。

## 漢
中国では、古代から不敬が罪とされてきた。大不敬は中国の漢代に史書と木簡の両方で確認できる。それより前の秦代には見えないが、律の一部しか判明していないため、実際になかったかどうかは不明である。

### 漢律の大不敬
尚徳街漢簡（長沙尚徳街東漢簡牘 ）という漢代の木簡の中に、大不敬にあたる以下の罪が挙げられている。これがすべてか、他にも大不敬に該当する条文があったのかは不明である。
- 使者に対悍して人臣の礼がない - 皇帝の使者に対面して、無礼にふるまう。
- 鬼神を驚動させる - 鬼神を驚かす。
- 上書するときその名を匿す - 匿名で皇帝に上書する。
- 省中の語を漏泄する - 宮中での発言を外に漏らす。

『漢書』『後漢書』には、大不敬とされた事件が多数掲載されている。事件の記述から、上の4つの他に「人臣の礼がないこと」、「言うべきでないことを言うこと（非所宣言）」が大不敬の条文としてあったのではないかと説かれる。
総合すると、宮廷での非礼、宗廟に関する罪、宗室や近臣に対する非礼、臣下としての怠慢や不謹慎、皇帝を非難する言動、さらに皇帝の物に対する非礼、鬼神を驚かすことが、大不敬を構成した。条文に列挙されないことでも、無礼が過ぎる場合に大不敬として立件されることがあったようである。
また、鬼神を驚かせたことをもって大不敬とされた事件は、知られていない。

### 量刑
漢の時代の法定刑は、一律に棄市、すなわち斬首とさらし首と推定される。特に武帝の時代に大不敬とされた高官が多く、司馬遷もその一人であった。しばしば死刑を免じる減刑がなされたが、後代のような減刑禁止規定がなかったかの明証はない。

### 漢の大不敬事件
以下は、前漢・後漢を通じて、大不敬の罪が問われた事件である。初見は漢の文帝の時代で、武帝の時代と、前漢末の成帝・哀帝の時代に多かった。武帝期の増加は、不敬による死刑減少とあいまっており、不敬を軽くしたかわりに、一部が死刑相当の大不敬として受け継がれたらしい。
- 鄧通 - 殿上で戯れる。文帝により赦免[8]。
- 劉斉 - 広川国の王。役人を誣告。匈奴征討で刑に代えるが、病死[9]。
- 蘇嘉 - 皇帝の馬車の轅（ながえ）を壊す。自殺[10]。
- 司馬遷 - 皇帝の裁断に抗議。贖罪により死を免れ、腐刑。
- 商丘成 - 皇帝が先祖の廟を祀るとき随伴し、酔って無礼。自殺。
- 江徳 - 亡き文帝の廟が焼失。廟の役人とともに大不敬とされる。赦により、江徳を免職して庶人にする[11]。
- 張寿王 - 調律暦を擁護して現行の暦を非とし、言うべきでないことを言う。大不敬とされたが詔により却下[12]。
- 夏侯勝 - 詔書を非として従わず、不道・大不敬で死罪として獄に下された。3年後に大赦にあう[13]。
- 陳湯 - 黒竜の出現を皇帝の素行のせいにし、言うべきでないことを言う。過去の功績により減刑され敦煌に移される。後に赦免[14]。
- 王勳 - 選挙（郷挙里選）で不正を疑われ、廷史を罵る。免[15]。
- 趙玄 - 丞相の朱博の非法な奏上に同調。死罪三等を減じる[16]。
- 師丹 - 哀帝への奏上文が外に漏れる。刑を免じ、官職を解く[17]
- 薛況 - 人を使って宮門の外で役人を傷つけ、大不敬と弾劾された。罪一等を免じ、流刑[18]。
- 鮑宣 - 役所の扉を閉ざして使者を拒む。大不敬、不道。死罪を免じ、髠鉗して流刑[19]。
- 王根 - 成帝の死後まもないのに元後宮の女官を招いて宴会。大不敬、不道。功績にかんがみ、都を去らせ封国に行かせる[20]。
- 王況 - 成帝の死後まもないのに元後宮の貴人を妻とする。侯を免じられ庶民となる[21]。
- 金欽 - 直系でない先代は祀らなくてよいと助言。自殺[22]。
- 劉良 -
- 陰就
- 虎賁（親衛兵）の一人 - 皇帝の弓を地面に置いて周囲を挑発[23]。
- 楊秉と韋著

## 漢から唐・日本へ
漢と唐の間には、三国、晋、五胡十六国・南北朝・隋の時代があるが、それらの律について知られていることは多くない。北朝の北斉の律が特に重大視する十条の罪を列挙した中に、不敬を置いた。十の罪は、貴族の減刑特典が及ばず銭で購って減刑することもできない。
隋の律は、ほぼ同じ十の犯罪を十悪として掲げ、不敬に代えて大不敬を設けた。唐もこの十悪を踏襲した。以後、清に至るまで、十悪の一つであった。唐律を継承した日本の律は、十悪の一部を削って八虐を掲げ、大不敬を八虐の一つとした。減刑・贖罪ができないことは、北斉の律と同じである。
漢の大不敬と唐・日本の大不敬を比べると、君主や宗教への無礼を咎めるのは同じである。「使者に対悍して人臣の礼がない」という同一の条文もあり、継承関係は認められるが、変わったところもある。とりわけ、漢で死刑だった峻烈さが緩和され、日本でさらに緩まった。

## 唐と日本

### 唐律の大不敬
「乗輿」は乗り物を指して間接的に皇帝を意味し、「御」は皇帝の物に付ける字だが、律の条文では皇帝だけでなく、太皇太后（祖母）、皇太后（母）、皇后、皇太子も含めると規定した。下の説明文で「皇帝等」とするのはそのためである。量刑では皇帝に対する罪が重く、皇太子に対する罪は軽かった。
- 大祀神御物の物、乗輿の服、御物を盗む - 大祀神御物とは、天地の重要な神を祀るときの供え物。乗輿の服、御物とは皇帝等の服と物。
- 御宝を盗む、偽造する - ここでいう御宝とは皇帝等の印鑑のこと。それを盗む、偽造する。
- 御薬を合和するのに、誤って本方のようにしない。封題に誤りがある - 皇帝等の薬の扱いに誤りがある。故意なら大不敬ではなく謀反である。
- 御膳をつくるときに誤って食禁を犯す -
- 御幸の舟船を誤って牢固にしない - 皇帝等が乗る船を誤って造り、強度不足にする。
- 乗輿を指斥して情理切害である - 皇帝等を、悪い意図をもって批判する。「情理」は永徽律で「言理」だったのを、貞観律で「情理」に改めた[24]。良い意図でする批判は罰しない趣旨である。
- 制使に対悍して人臣の礼がない - 皇帝の命令を伝える使者に対面し、臣下として無礼な振る舞いをする。使者に対面していない場合は大不敬ではない。

### 日本律の大不敬
日本律では、新たに「大社を毀す」を加えた。他は同文かごくわずかな字を変えただけである。乗輿、御物が天皇だけでなく太皇太后（祖母）、皇太后（母）、皇后、皇太子を含むのは唐律と同じである。
- 大社を毀す - 大社は神社の中で特に国家的に重視されたもの。
- 大祀神御物の物、乗輿の服、御物を盗む - 国家的に重要な祭祀で神に捧げられた物を盗む。天皇等の服・物を盗む。
- 神璽・内印を盗む、あるいは偽造する
- 御薬を合和するのに、誤って本方のようにしない。封題に誤りがある - 天皇等の薬の調合と表示の誤り。
- 誤って御膳の食禁を犯す - 天皇等の食事調理の誤り。
- 御幸の舟船を誤って牢固にしない - 天皇が乗る船を誤って造り、強度不足にする。
- 乗輿を指斥して情理切害である - 天皇等を害する意図をもって批判する。
- 詔使に対悍して人臣の礼がない - 天皇の使者に対面して、無礼にふるまう。

### 量刑
律が定める量刑は基本的に危害の程度によっており、大不敬の罪が一般の殺人より厳しく処罰されるということにはならない。大不敬を含む十悪・八虐は、身分による減刑特権が適用されず、恩赦の適用が狭まるなど、法的な取り扱いが厳しくされた。
唐と日本の律では、個々の罪ごとに刑が異なり、死刑は一部である。